# Margarites umbilicalis
Margarites umbilicalis är en snäckart som beskrevs av William John Broderip och Sowerby 1829. Margarites umbilicalis ingår i släktet Margarites och familjen pärlemorsnäckor. Inga underarter finns listade i Catalogue of Life.